# Хенесис Родригес
Хѐнесис Родрѝгес Пѐрес (на испански: Génesis Rodríguez Pérez) е американска киноактриса, с кубино-венецуелски произход. Родена е на 29 юли 1987 г. в Маями, Флорида.
Става известна с продукциите на Телемундо „Осъдена“ и „Доня Барбара“. Участвала е и във филмите „Мъж на ръба“, „Самоличност на аванта“, „Бащината къща“, „Очаквай неочакваното“, „Последната битка“, „Часове“ и други.

## Живот и кариера
Хенесис Родригес е родена на 29 юли 1987 г. в Маями, Флорида. Майка ѝ Каролина Перес е кубински модел, а баща ѝ е венецуелският певец Хосе Луис Перес, известен под псевдонима El Puma (Пумата). Тя говори английски и испански език. Родригес има две по-големи полусестри от страна на баща си — Лилиана Родригес Морильо и Лилибет Родригес Морильо. На две години и половина Хенесис Родригес започва да посещава Carrollton School of the Sacred Heart в Маями, Флорида. Участва в училищни пиеси и още от ранна възраст решава да се занимава с актьорско майсторство. Като тийнейджърка взима курсове по актьорство, танци и правоговор.
Когато родителите на Хенесис забелязват наклонностите ѝ към актьорското майсторство, я записват на по-интензивни курсове. Тя посещава летни курсове в Института на Лий Страсберг по театрално и филмово изкуство в Ню Йорк.
Когато се връща отново в Маями, Родригес получава малка роля в сериала  Days of Our Lives от ноември 2005 до януари 2006 година. Тя също така участва с испаноезични роли в сериалите на Телемундо "Dame Chocolate" (Сладка тайна) и "Prisionera" (Осъдена). През 2012 година Родригес участва заедно с Уил Фарел в комедията „Бащината къща“, която е пародия на мексиканските теленовели от 1970-те години.

## Личен живот
През 2004 година Хенесис Родригес, тогава 16-годишна и непълнолетна, се забърква в секс скандал със своя колега от сериала "Prisionera" (Осъдена) Маурисио Ислас. Ислас по това време е 30-годишен и женен. Случаят се решава извънсъдебно, което позволява на Ислас да избегне присъда с наказание лишаване от свобода, а Родригес получава няколко милиона долара като компенсации от Телемундо.